# Domovní muzeum
Domovní muzeum (House museum) je typ muzea v nemovitosti, která sloužila jako něčí domov. Snaží se zachovat původní podobu, předměty a prostředí, ve kterém daná osoba nebo skupina lidí žila. Spojuje architekturu, muzeografii a sbírku a vytváří historické prostředí, které nabízí pohled na životní styl.
V roce 1997 během konference „Živá historie. Muzea historických domů“ v Palazzo Spinola v Janově založili zástupci domácích muzeí z různých zemí v rámci Mezinárodní rady muzeí výbor, který by se věnoval zejména této kategorii institucí. Následující rok z iniciativy ICOM vznikl Demhist - Mezinárodní výbor pro muzea historických domů.

## Příklady

### Svět
- Dům a ateliér Luise Barragána
- Dům Rietvelda a Schröderové
- Fallingwater
- Farnsworth House
- Hortův dům a ateliér
- Muzeum Fridy Kahlo
- Villa Mairea
- Dům Van Wassenhove
- Casa das Canoas
- Dům Jože Plečnika

### Česko
- Brummelův dům
- Müllerova vila
- Vila Tugendhat